# HMS Ulysses (roman)
HMS Ulysses (titre original : H.M.S. Ulysses) est le premier roman, de guerre en mer, de l'écrivain écossais Alistair MacLean et, de fait, l'un des plus populaires. Publié d'abord en 1955, il fut aussi édité par Fontana Books en 1960.
Le livre a reçu un bon accueil des critiques et a été placé au même rang que deux autres classiques des années 1950 sur la guerre en mer : Ouragan sur le Caine de Herman Wouk et La Mer cruelle de Nicholas Monsarrat.

## Résumé
Il s'agit d'un croiseur, du type de celui sur lequel l'auteur avait servi (croiseur de classe Dido HMS Royalist), bien armé et rapide. Avec son équipage au bord de la mutinerie, l'Ulysses retourne à la mer pour escorter un convoi vital pour Mourmansk. Mais aucun résumé ne peut transmettre la dureté inhumaine de la guerre navale dans l'océan Glacial arctique, les extrêmes de la souffrance et du courage que ce livre immortalise.

## Ancrage historique
C'est l'expérience de l'auteur dans la Royal Navy au long de la Seconde Guerre mondiale qui sert de base au roman. L'histoire est inspirée en particulier par la tragique épopée du convoi PQ 17 qui perdit 26 des 37 navires qui le composaient.

## Adaptation
HMS Ulysses n'a jamais été adapté au cinéma. Il a fait l'objet d'une adaptation radiophonique diffusée le 14 juin 1997 sur BBC Radio 4, avec Derek Jacobi dans le rôle du capitaine Vallery.
Le feuilleton télévisé russe d'Alexandre Kott, Le convoi PQ-17 (ru), (2004) ne semble pas s'inspirer pour le scénario du roman d'Alistair MacLean.

## Éditions
- Le livre est disponible en français, édité par l'Ancre de Marine Éditions (2005)  (ISBN 2841411982).
- Édition du Livre de Poche (n° 984/985) (OCLC 301209966)